# Tappernøje
Tappernøje es una localidad situada en el municipio de Næstved, en la región de Selandia (Dinamarca), con una población en 2012 de unos 1557 habitantes.
Se encuentra ubicada al sur de la isla de Selandia, junto a la costa del Kattegat, mar Báltico.